# Jannik Schaake
Jannik Schaake (* 1989) ist ein deutscher Nationalspieler in der Boulespiel-Sportart Pétanque im Deutschen Boccia-, Boule- und Pétanque-Verband e.V. Er ist mehrfacher deutscher Meister und war Teilnehmer bei Europa- und Weltmeisterschaften.

## Karriere
Schaake spielt nach eigenen Angaben seit 2005 Boule. Er wurde mehrfach in den Nationalkader berufen. Nach Querelen im Kaderbereich um den damaligen Bundestrainer Klaus-Dieter Wiebusch trat er und acht weitere Kaderspieiler 2013 kurzzeitig als Nationalspieler zurück. Er spielte zu Beginn zwei Jahre für den TV 1877 Mannheim-Waldhof e.V., wechselte dann zum BC Mannheim-Sandhofen und später zu der FT Freiburg. Aktuell tritt er wieder für den TV 1877 Mannheim-Waldhof e.V. und in der Pétanque-Bundesliga an.
Er ist Rechtshänder und spielt bevorzugt die Spielposition Pointeur (Vorleger). Er spielt Kugel im Gewicht 690 Gramm bei 75 mm Durchmesser.
Schaake war Teilnehmer bei der Weltmeisterschaft 2007, der Europameisterschaft der Espoirs (U23) 2008 und der Europameisterschaft 2017. Bei der EM 2009 der Espoirs (U23) errang er die Bronze-Medaille.
Er erreichte in der Vorrunde der deutschen Jugend-Präzisionsschießen-Meisterschaft 2006 mit 53 Punkten die beste Leistung auf einer deutschen Meisterschaft. 2010 wurde er von Manuel Strokosch mit 58 Punkten überboten. Seit 2024 hält Justin Neu den deutschen Rekord mit 65 Punkten.

## Erfolge als Spieler

### International
- 2007: Teilnahme an der Weltmeisterschaft
- 2008: Teilnahme an der Europameisterschaft Espoirs (U23)
- 2009: 3. Platz Europameisterschaft Triplette Espoirs (U23) zusammen mit Micha Abdul, Zeki Engin und Florian Korsch[7]
- 2017: Teilnahme an der Europameisterschaft[8]

### National
(Quelle)
- 2006: 2. Platz  Deutsche Meisterschaft Tireur (Junioren U18)
- 2006: 3. Platz Deutsche Meisterschaft Triplette (Junioren U18) zusammen mit David Bourdoux und Daniel Orth
- 2007: Deutscher Vereinsmeister mit dem BC Mannheim-Sandhofen
- 2007: 2. Platz Deutsche Meisterschaft Tireur
- 2008: 2. Platz Deutsche Meisterschaft Tête-à-Tête
- 2009: 3. Platz Deutsche Meisterschaft Doublette mixte zusammen mit Julia Würthle
- 2010: 3. Platz Deutsche Meisterschaft Doublette zusammen mit Sascha Koch
- 2011: 2. Platz Deutsche Meisterschaft Doublette zusammen mit Sascha Koch
- 2011: 3. Platz Deutsche Meisterschaft Tireur
- 2012: 2. Platz Deutsche Meisterschaft Doublette zusammen mit Michael Gordon
- 2013: 3. Platz Deutsche Meisterschaft Doublette zusammen mit Pascal Keller
- 2015: 3. Platz Deutsche Meisterschaft Triplette zusammen mit André Skiba und Kai-Michael Bräutigam
- 2015: 3. Platz bei den Deutscher Vereinsmeisterschaften mit der FT Freiburg
- 2018: 2. Platz Deutsche Meisterschaft Tête-à-Tête
- 2019: 3. Platz Deutsche Meisterschaft Tête-à-Tête
- 2022: 2. Platz Deutsche Meisterschaft Doublette zusammen mit Leon Gotha-Jecle
- 2022: 1. Platz Deutsche Meisterschaft Triplette zusammen mit Pascal Keller und Sascha Wagner[10]
- 2023: 1. Platz Deutsche Meisterschaft Tête-à-Tête
- 2024: Deutscher Vize-Vereinsmeister mit dem TV 1877 Mannheim-Waldhof

## Sonstiges
- Alkohol steht nicht auf der Dopingliste der NADA (Nationale Anti Doping Agentur). Bei der Deutschen Meisterschaft im Tête-á-tête 2019 unternahm Schaake einen Selbstversuch, um herauszubekommen was Alkoholkonsum mit ihm macht und wie stark Alkohol das eigene Boulespiel beeinflusst. Er stellte fest, dass "die mentale Komponente nahezu ausgeblendet wird und man Kugeln eigentlich wie im Training spielt". Seinen Erfahrungsbericht veröffentlichte er auf seiner Internetseite petanque aktuell und zeigte zudem Lösungsansätze auf.[11]
- Im Jahre 2020 wurde Schaake und Gabriel Huber, die Betreiber des Internet-Portals Petanque aktuell, mit der goldenen DPV-Ehrennadel ausgezeichnet. Während der Corona-Pandemie wurden beide für ihr Engagement geehrt, den Petanque-Sport in Deutschland, auch in Zeiten des allgemeinen Stillstands, lebendig gehalten zu haben.[12]

## Privates
Schaake wohnt in Mannheim und ist verheiratet und von Beruf Lehrer.